# Calma Segura Amaro
Calma Segura Amaro   (Carabanchel, 18 de febrer de 2008) és una actriu espanyola. És la germana gran de la també actriu Sirena Segura i filla de Santiago Segura i María Amaro.

## Biografia
Va néixer a Carabanchel, un barri de Madrid. És la filla gran del cineasta Santiago Segura i de la maquilladora María Amaro. Va començar al cinema el 2014, en el cinquè lliurament de Torrente 5: Operación Eurovegas i posteriorment interpretaria Carlota en la trilogia de pel·lícules també dirigida per Santiago Segura, Padre no hay más que uno. Té una germana menor, Sirena Segura, que també participa com la seva germana menor en la mateixa trilogia.

## Filmografía
| Any  | Títol                                               | Personatge            | Director        |
| ---- | --------------------------------------------------- | --------------------- | --------------- |
| 2014 | Torrente 5: Operación Eurovegas                     | Nena                  | Santiago Segura |
| 2019 | Padre no hay más que uno                            | Carlota García Loyola | Santiago Segura |
| 2020 | Padre no hay más que uno 2: La llegada de la suegra | Carlota García Loyola | Santiago Segura |
| 2022 | Padre no hay más que uno 3                          | Carlota García Loyola | Santiago Segura |
| 2024 | Padre no hay más que uno 4                          | Carlota García Loyola | Santiago Segura |
| 2025 | Padre no hay más que uno 5: Nido repleto            | Carlota García Loyola | Santiago Segura |